# Mbigou
Mbigou (auch M'bigou genannt) ist die Hauptstadt des gabunischen Departements Boumi-Louetsi innerhalb der Provinz Ngounié. Mit Stand von 2013 wurde die Einwohnerzahl auf 5882 bemessen. Sie liegt auf einer Höhe von 826 Metern und hat einen eigenen Flughafen.

## Lage
Die Stadt liegt in einer sehr dicht mit Wäldern besetzten Region im Süden von Gabun und grenzt an den Birougou National Park im Südosten.

## Persönlichkeiten
- Mathieu Madega Lebouankehan (* 1960), Geistlicher und Bischof